# 曼熱利亞河
曼熱利亞河（烏克蘭語：Манжелія），是烏克蘭中部的河流，屬於普肖爾河的右支流。該河流經波爾塔瓦州的克雷門丘克區，河道全長21公里，流域面積117平方公里。